# Kōshō Uchiyama
Kosho Uchiyama (内山 興正 Uchiyama Kōshō?, 1912 – 13 de marzo de 1998) fue un monje Sōtō y abad de Antai-ji, templo Zen cercano a Kioto, Japón.
Uchiyama fue autor de más de veinte libros sobre budismo zen y papiroflexia. En castellano está publicado "Abril la mano del pensamiento. Fundamentos de la práctica del budismo Zen".
Uchiyama se graduó en Filosofía Occidental en la Universidad de Waseda en 1937 y fue ordenado monje por su maestro Kōdō Sawaki en 1941.
Uchiyama se convirtió en abad de Antai-ji después de la muerte de Sawaki en 1965, hasta que  se retiró en 1975 a Nokei-en, también cercano a Kioto, donde vivió con su mujer. Al morir su maestro Sawaki, dirigió una sesshin de cuarenta y nueve días en su memoria. Durante su jubilación continuó escribiendo, mayormente poesía.

## Abrir la mano del pensamiento
Abrir la mano del pensamiento. Fundamentos de la práctica del budismo Zen fue publicado en 2004 en inglés, traducido y editado por Tom Wright, Jishō Cary Warner y el discípulo de Uchiyama, Shohaku Okumura. El libro se publicó por primera vez en español en noviembre de 2009. La traducción está a cargo de un discípulo de Okumura, el monje colombiano Densho Quintero. El libro intenta describir el Zen y zazen. Uchiyama compara el budismo y el cristianismo.